# Stephan Hermsdorf

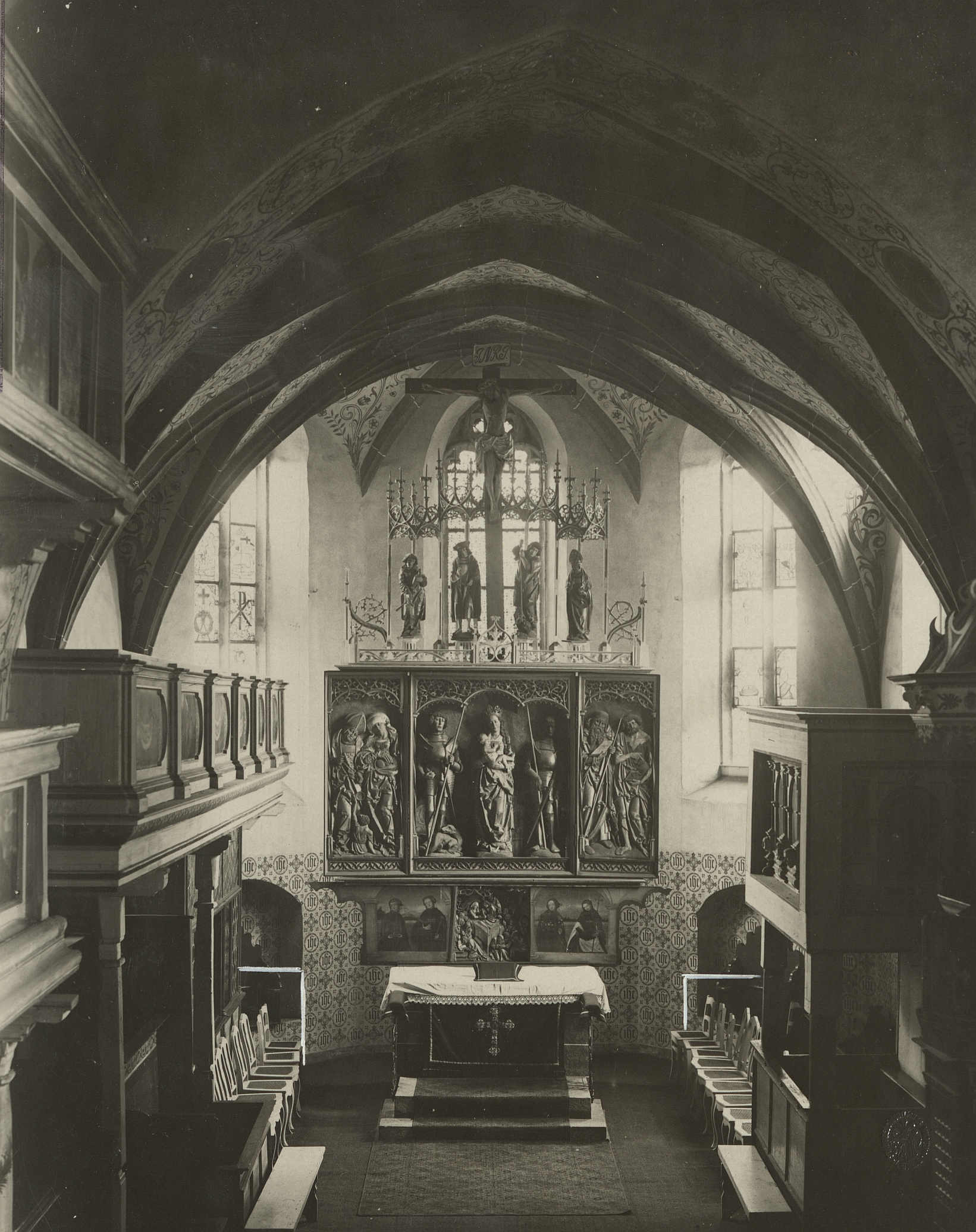
Altar in der Kirche Podelwitz, Fotografie um 1920

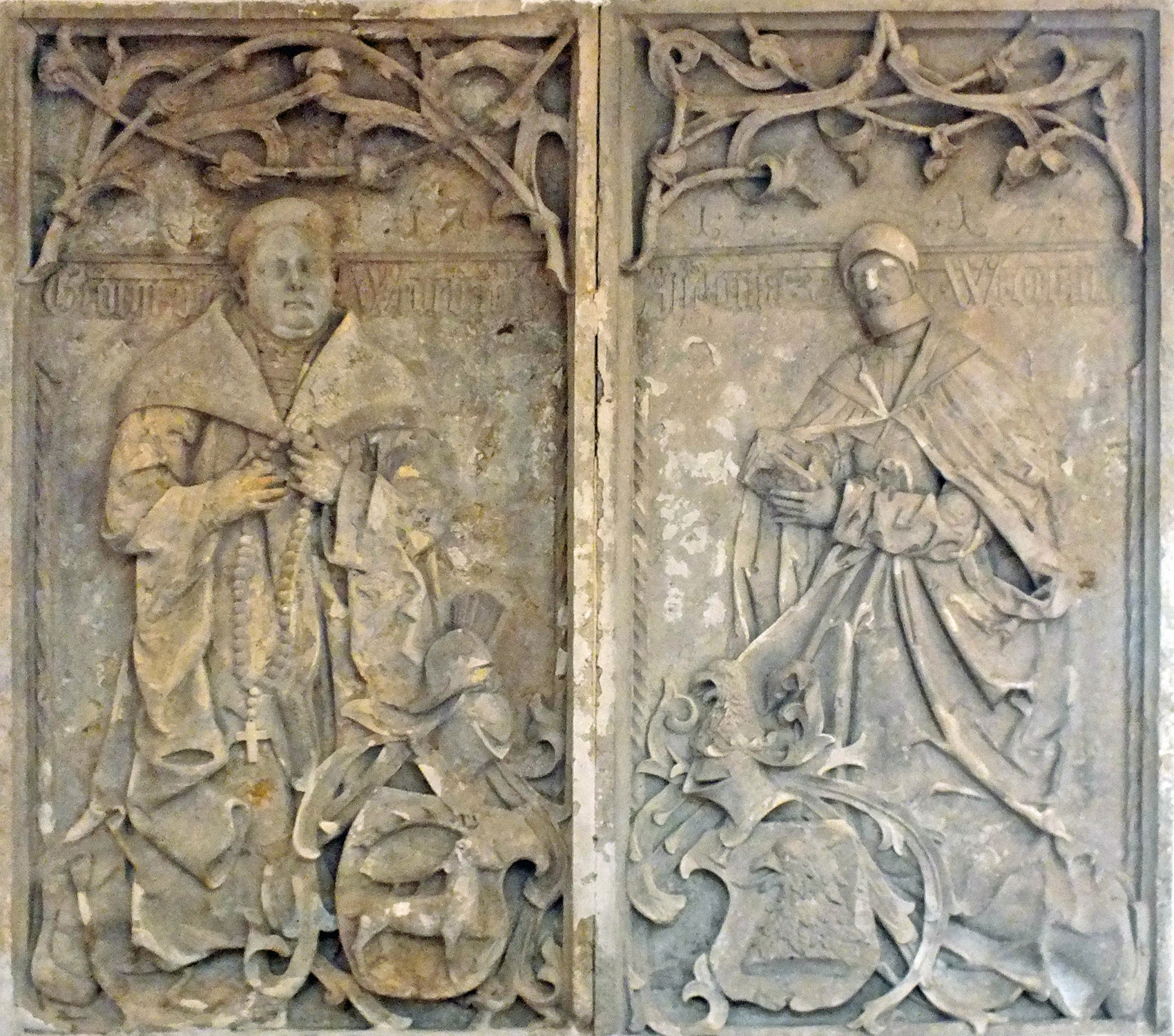
Grabplatten von Georg und Apollonia von Wiedebach

Stephan Hermsdorf (* um 1480, † um 1545), auch unter den Vornamen Stefan oder Steffan, den Familiennamen Hermsdorff, Hermßdorff, Hermsdörfer oder Hermensdorfer sowie als Meister des Podelwitzer Altars bekannt, war ein sächsischer Bildschnitzer und Bildhauer.

## Leben und Wirken
Erstmalig urkundlich erwähnt wird Hermsdorf am 1. Oktober 1516, als  er das Bürgerrecht der Stadt Leipzig erhielt. Er wohnte zu Beginn seiner Leipziger Zeit im Haus des Kaufmanns Merten (Martin) Label. Ab 1520 besaß er ein eigenes Haus und wird als Obermeister der örtlichen Malerinnung genannt, um 1524 verließ er vermutlich die Stadt. Es ist anzunehmen, dass er zumindest eine Zeit lang danach eine Werkstatt in Freiberg betrieb, 1543 ist Hermsdorf mit dem Namenszusatz von Freiberg in Zwickau nachgewiesen. 1544 wird er als Meister Steffan in Torgau erwähnt, hier entstanden auch seine letzten nachgewiesenen Werke.
Hermsdorf gestaltete von etwa 1520 bis 1545 Bildschnitzer- und Bildhauerwerke zunächst im spätgotischen, ab etwa 1530 im Renaissance-Stil. Hervorzuheben sind vor allem die von ihm geschaffenen Altarretabel in mitteldeutschen Kirchen. Als sein Hauptwerk gilt der 1520 gestaltete Altar in der Kirche Podelwitz, der Kunsthistoriker Walter Hentschel sah in Hermsdorfs Kunst Einflüsse von Tilman Riemenschneider. Bis in das erste Drittel des 20. Jahrhunderts war die Identität des bis dahin als Meister des Podelwitzer Altars bezeichneten Künstlers unbekannt.
Mehrere in der Vergangenheit Hermsdorf zugeordnete Werke (z. B. zwei kleine Flügelaltäre im Merseburger Dom oder der Erasmus-Altar in der Eutritzscher Christuskirche) werden mittlerweile nicht mehr seinem Schaffen angerechnet. Einige Arbeiten sind ihm nicht eindeutig zuzuordnen, die Zuschreibung erfolgt aufgrund stilistischer Merkmale und teilweise zeitlich nachweisbaren Aufenthalten in den jeweiligen Orten.

## Werke (chronologische Auswahl)
- 1520: Schnitzplastiken am Flügelretabel des Altars in der Kirche Podelwitz
- um 1520: Schnitzplastiken am Flügelretabel des Altars in der Pfarrkirche Treben
- um 1520: Abendmahl-Holzrelief im Stadtmuseum Meißen[6]
- 1524/1526: Grabplatten von Georg († 1524) und Apollonia von Wiedebach (1470–1526) in der Leipziger Thomaskirche[7]
- um 1525: Hochaltar in der Stadtpfarrkirche Mariä Himmelfahrt in Chomutov
- um 1525: zwei Holzreliefs (Geburt Christi, Anbetung der Heiligen drei Könige) im städtischen Museum Chomutov
- um 1525: zwei Holzfiguren (Trauernde Maria, Apostel Johannes) im Grassi Museum für Angewandte Kunst
- um 1525: Schnitzplastiken am Flügelretabel des Altars in der Doppelkapelle St. Crucis in Landsberg (bis 1731 in der Kirche St. Martin in Zwochau[8])
- um 1537: Grabplatten für Heinrich († 1541) und Katharina († 1537) von Beschwitz in der Dorfkirche Rödern
- 1543: Kruzifix aus Sandstein in den Kunstsammlungen Zwickau[9] (ursprünglich Margarethenfriedhof Zwickau)[10]
- 1543/1544: Altar und Innenausschmückungen in der Torgauer Schlosskapelle, Bauplastik am Schönen Erker und Doppelportal an der Flaschenstube im Schloss Hartenfels (alle Arbeiten wurden zusammen mit Simon Schröter († 1568)[11][12] und teilweise mit Jörg von Coburg geschaffen[13])
- um 1544: Sandsteinrelief mit Gnadenstuhl-Motiv in der Torgauer Marienkirche
- 1545: Wappen (datiert mit Jahr) am Haus Breite Straße 2 in Torgau